# قرية وادينغتون (نيويورك)
قرية وادينغتون (بالإنجليزية: Waddington (village), New York)‏ هي منطقة سكنية تقع في الولايات المتحدة في مقاطعة سانت لورنس، نيويورك. يقدر عدد سكانها بـ 972 نسمة ومساحتها 6.2 كم2 وترتفع عن سطح البحر 83 متر.

## التركيبة السكانية
حدّد مكتب تعداد الولايات المتحدة بيانات التركيبة السكانية لقرية وادينغتون في تعداد الولايات المتحدة. في ما يلي، التركيبة السكانية حسب تعدادي 2000 و2010.

### تعداد عام 2000
بلغ عدد سكان قرية وادينغتون 923 نسمة بحسب تعداد عام 2000، وبلغ عدد الأسر 405 أسرة وعدد العائلات 259 عائلة مقيمة في القرية. في حين سجلت الكثافة السكانية 150.6 نسمة لكل كيلومتر مربع (390.1/ميل2). وبلغ عدد الوحدات السكنية 452 وحدة بمتوسط كثافة قدره 73.7 لكل كيلومتر مربع (190.9/ميل2).
وتوزع التركيب العرقي للقرية بنسبة 99.13% من البيض و0.33% من الأمريكيين الأصليين و0.11% من الأعراق الأخرى و0.43% من عرقين مختلطين أو أكثر و0.22% من الهسبانيون أو اللاتينيون من أي عرق.
بلغ عدد الأسر 405 أسرة كانت نسبة 23.7% منها لديها أطفال تحت سن الثامنة عشر تعيش معهم، وبلغت نسبة الأزواج القاطنين مع بعضهم البعض 53.8% من أصل المجموع الكلي للأسر، ونسبة 7.4% من الأسر كان لديها معيلات من الإناث دون وجود شريك، بينما كانت نسبة 2.7% من الأسر لديها معيلون من الذكور دون وجود شريكة وكانت نسبة 36% من غير العائلات. تألفت نسبة 31.1% من أصل جميع الأسر من عدة أفراد يعيشون في نفس المنزل ونسبة 15.3% كانت تتألف من شخص يعيش بمفرده يبلغ من العمر 65 عاماً أو أكثر. وبلغ متوسط حجم الأسرة المعيشية 2.26، أما متوسط حجم العائلات فبلغ 2.79.
بلغ العمر الوسطي للسكان 45.7 عاماً. وكانت نسبة 18.2% من القاطنين تحت سن الثامنة عشر، وكانت نسبة 7% بين الثامنة عشر والرابعة والعشرين عاماً، ونسبة 23.4% كانت واقعةً في الفئة العمرية ما بين الخامسة والعشرين والرابعة والأربعين عاماً، ونسبة 30.6% كانت ما بين الخامسة والأربعين والرابعة والستين، ونسبة 20.2% كانت ضمن فئة الخامسة والستين عاماً فما فوق. يوجد لكل 100 أنثى 93.1 ذكر، ويوجد لكل 100 أنثى في الثامنة عشر من عمرها فما فوق 89.1 ذكر.
بلغ متوسط دخل الأسرة في القرية 39,615 دولارًا، أما متوسط دخل العائلة فبلغ 46,389 دولارًا. وكان متوسط دخل الذكور 39,583 دولارًا مقابل 24,773 دولارًا للإناث. وسجل دخل الفرد الخاص بالقرية 22,568 دولارًا. وكانت نسبة 5.8% من العائلات ونسبة 11.3% من السكان تحت خط الفقر، وكان من هؤلاء نسبة 16.2% تحت سن الثامنة عشر ونسبة 6.8% في الخامسة والستين من العمر وما فوق.

### تعداد عام 2010
بلغ عدد سكان قرية وادينغتون 972 نسمة بحسب تعداد عام 2010، وبلغ عدد الأسر 445 أسرة وعدد العائلات 276 عائلة مقيمة في القرية. في حين سجلت الكثافة السكانية 158.6 نسمة لكل كيلومتر مربع (410.8/ميل2). وبلغ عدد الوحدات السكنية 511 وحدة بمتوسط كثافة قدره 83.4 لكل كيلومتر مربع (216.0/ميل2).
وتوزع التركيب العرقي للقرية بنسبة 97.74% من البيض و0.51% من الأمريكيين الأفارقة و1.23% من الأمريكيين الأصليين و0.10% من الأمريكيين ذوي الأصول الآسيوية و0.41% من عرقين مختلطين أو أكثر و0.51% من الهسبانيون أو اللاتينيون من أي عرق.
بلغ عدد الأسر 445 أسرة كانت نسبة 24.5% منها لديها أطفال تحت سن الثامنة عشر تعيش معهم، وبلغت نسبة الأزواج القاطنين مع بعضهم البعض 46.7% من أصل المجموع الكلي للأسر، ونسبة 10.6% من الأسر كان لديها معيلات من الإناث دون وجود شريك، بينما كانت نسبة 4.7% من الأسر لديها معيلون من الذكور دون وجود شريكة وكانت نسبة 38% من غير العائلات. تألفت نسبة 34.2% من أصل جميع الأسر من عدة أفراد يعيشون في نفس المنزل ونسبة 17.5% كانت تتألف من شخص يعيش بمفرده يبلغ من العمر 65 عاماً أو أكثر. وبلغ متوسط حجم الأسرة المعيشية 2.18، أما متوسط حجم العائلات فبلغ 2.67.
بلغ العمر الوسطي للسكان 48.8 عاماً. وكانت نسبة 19.1% من القاطنين تحت سن الثامنة عشر، وكانت نسبة 5.3% بين الثامنة عشر والرابعة والعشرين عاماً، ونسبة 21.4% كانت واقعةً في الفئة العمرية ما بين الخامسة والعشرين والرابعة والأربعين عاماً، ونسبة 31.9% كانت ما بين الخامسة والأربعين والرابعة والستين، ونسبة 22.2% كانت ضمن فئة الخامسة والستين عاماً فما فوق. وتوزع التركيب الجنسي للسكان بنسبة 45.1% ذكور و54.9% إناث.